# Tán sắc

Lăng kính tán sắc, một loại vật liệu tán sắc tạo ra nhiều màu sắc khác nhau do sự khúc xạ ánh sáng với các góc khác nhau, tách ánh sáng trắng thành nhiều màu cầu vồng.

Trong quang học, tán sắc là hiện tượng mà vận tốc pha của sóng phụ thuộc vào tần số của nó. Vật liệu có tính chất này được gọi phổ biến là vật liệu tán sắc. Một hệ quả quan trọng và quen thuộc của sự tán sắc là sự thay đổi góc khúc xạ của các bước sóng ở các màu khác nhau như trường hợp của lăng kính khúc xạ.

## Vật liệu tán sắc
Vật liệu tán sắc có thể có những hiệu ứng như mong muốn hoặc không trong các ứng dụng quang học. Sự tán sắc của ánh sáng qua lăng kính thủy tinh được dùng để thiết lập các thông số quang phổ và quang phổ kế. Lưới Holographic cũng được sử dụng, vì chúng cho phép phân biệt chính xác hơn các bước sóng. Tuy nhiên, trong các tròng kính, sự tán sắc gây ra quang sai, đây là một hiệu ứng không mong muốn có thể làm giảm chất lượng ảnh trong các kính hiển vi, kính viễn vọng và các vật thể được chụp ảnh.
Vận tốc pha, v, của sóng trong môi trường đồng nhất được xác định theo công thức:
{\displaystyle v={\frac {c}{n}}}
với c là vận tốc ánh sáng trong chân không và n là chiết suất của môi trường.
Nhìn chung, chiết suất là một hàm của tần số f của ánh sáng, thì n = n(f), hoặc biểu diễn theo bước sóng là n = n(λ). Sự phụ thuộc của bước sóng vào chiết suất của vật liệu thường được lượng hóa bằng số Abbe của nó hay hệ số tương quan trong công thức thực nghiệm như Cauchy hay phương trình Sellmeier.